# Le armi della luce
Le armi della luce (The Armour of Light) è un romanzo del 2023 dello scrittore britannico Ken Follett, ambientato negli anni dal 1792 al 1824, nel corso di svariati avvenimenti storici che vanno dalla prima rivoluzione industriale e la rivoluzione francese fino al periodo immediatamente antecedente l’epoca vittoriana, passando per la battaglia di Waterloo e l'insorgenza dei nuovi moti luddisti contro le filatrici e le macchine a vapore.
Il romanzo è il quinto volume della Serie di Kingsbridge, considerata il capolavoro di Follett, iniziata nel 1989 con I pilastri della terra e proseguita con Mondo senza fine (2007), La colonna di fuoco (2017) e il prequel Fu sera e fu mattina (2020).

## Trama

### Parte prima: La macchina filatrice (1792-1793)

La giannetta

Dicembre 1792. Cittadina di Badford, vicino Kingsbridge. Inghilterra: La coraggiosa filatrice Sal Clitheroe assiste, insieme al figlio di sei anni Kit, alla morte di suo marito Harry, schiacciato da un carro contenente un raccolto di rape, a causa dell’imprudenza del loro padrone, Will Riddick, figlio del signore di Badford. Improvvisamente, Sal si ritrova da sola e deve pensare a come tirare avanti senza il lavoro del marito, proteggendo al tempo stesso Kit. Fortunatamente, uno dei fratelli di Will, il rettore George, si offre di assumere Kit come garzone nel maniero del signore di Badford, mentre Sal continuerà a fare la filatrice, collaborando con il giovane commerciante di stoffe Amos Barrowfield, residente di Kingsbridge.
Nella cittadina di Kingsbridge, poco distante vive anche il vescovo di Kingsbridge, Stephen Latimer, con la moglie Arabella e la figlia Elsie. Quest'ultima sogna di aprire una scuola domenicale gratuita per i bambini poveri della città, contando sull’aiuto di Amos, di cui è segretamente innamorata. Amos, invece, ha perduto la testa per la bella, anche se fredda e ambiziosa, Jane Midwinter, figlia del reverendo Charles Midwinter, leader della chiesa Metodista. Jane, a conoscenza dei sentimenti di Amos, lo rifiuta molto presto, in quanto sogna però di sposare qualcuno di molto più ricco di lui. Alla morte del padre Obadiah, malato da tempo, Amos scopre di dover ripagare un grosso debito allo spietato consigliere Joseph Hornbeam, oltre che commerciante di stoffe e giudice cittadino. Hornbeam minaccia di prendersi la sua attività se Amos non dovesse ripagarlo entro una settimana. Grazie all’aiuto dei suoi amici Metodisti David Shoveller, detto Spade e Roger, fratello di Will Riddick, riesce, tramite una colletta dei fedeli Metodisti,  a pagare ad Hornbeam la somma richiesta e a rilanciare la sua attività commerciale, anche grazie alla scoperta di una nuova macchina filatrice, la giannetta. Hornbeam, tuttavia, è furioso, in quanto sperava di prendere il commercio di Amos e creare così un monopolio cittadino.
Kit, il quale ha iniziato a lavorare di Badford a tempo fisso, rimane ferito dopo un incidente con il cavallo di Will, ancora una volta per colpa dell’imprudenza di quest’ultimo. Questa volta però Sal affronta Will e lo colpisce con un pugno: questo gesto, frutto dell'impulsività e della necessità di una madre di proteggere il suo unico figlio, la porta ad essere condannata all’esilio da Badford. Sal e Kit partono quindi per la città di Kingsbridge, dove incontrano l'unica persona che può aiutarli, ovvero Amos. Di buon spirito, Amos li accoglie in casa e li aiuta, offrendo lavoro a Sal e a Kit per testare la giannetta.

### Parte seconda: La rivolta delle donne del popolo (1795)

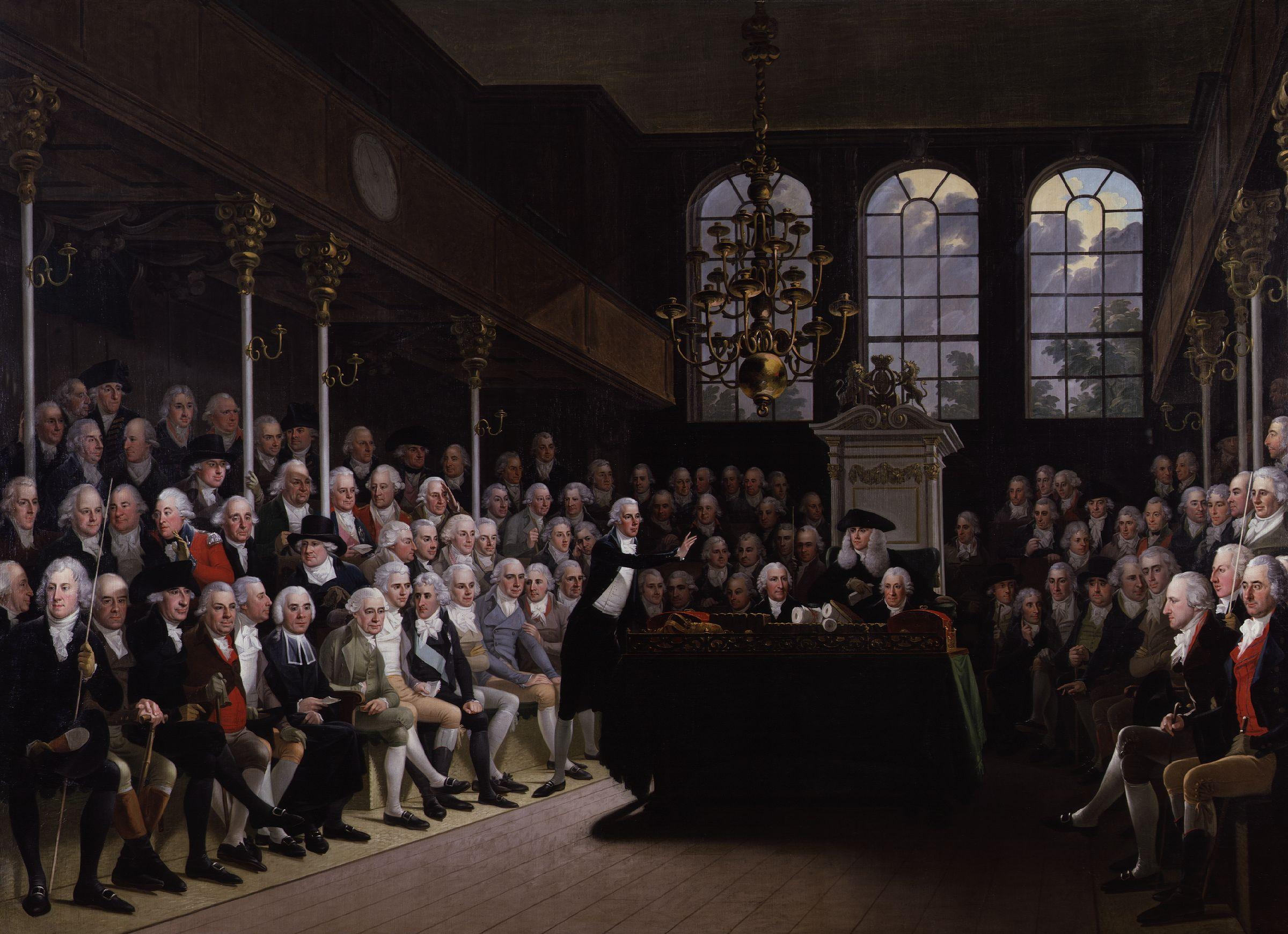
Il primo ministro britannico William Pitt comunica l’entrata in guerra contro la Francia rivoluzionaria

Sono passati due anni da quando Sal e Kit hanno lasciato Badford. Ora lavorano per Amos all'interno di uno dei suoi filatoi, usando macchine filatrici sempre più efficienti. I due vivono assieme ad un'altra madre vedova, Joanie Box, e a sua figlia, Sue. Assieme a loro si trova anche il fratello di Joanie, Jarge Box.
Spinti da una voglia collettiva di istruirsi ed elevarsi intellettualmente, Amos e Sal, con l’aiuto di Spade e di Roger, fondano la Socratic Society, un gruppo di discussione nel quale la gente di ogni ceto sociale ha la possibilità di istruirsi, interrogarsi e parlare apertamente dei problemi della società in cui vivono. Sal trova la collaborazione anche di Joanie e di Jarge. Ben presto però incontrano la dura resistenza del consigliere Hornbeam e di Will, preoccupati della diffusione di idee sempre più favorevoli alla Rivoluzione francese, che nel frattempo è scoppiata in Europa continentale, e contrarie alla monarchia britannica. Tramite dei ricatti e pagamenti di mazzette sottobanco Hornbeam fa arrestare Jeremiah Hiscock, uno stampatore di manifesti sovversivi che collabora con la Socratic Society. Jeremiah però subisce un processo sommario e falsato, e viene condannato alla flagellazione pubblica. Nonostante l'arresto di Jeremiah il primo incontro della Socratic Society, nella quale hanno discusso del sistema solare, grazie alla partecipazione di Roger, è stato un successo. Sal e Spade vorrebbero alzare l'asticella, e decidono di cambiare radicalmente gli argomenti degli incontri, spostandosi dalla sciena alla politica. Durante il secondo incontro della Socratic Society, nel quale parlano del ruolo dell'operaio nella società attuale di William Paley, scoppia una rissa, premeditata e segretamente ordita da Hornbeam e Will. La lotta si conclude con l’arresto di Jarge, il quale viene condannato ad un giorno in carcere.
Intanto, tra Spade e Arabella, cresce sempre di più un’attrazione proibita, dopo che quest'ultima si reca nel negozio di vestiti della sorella di Spade. Elsie continua a struggersi per Amos, con cui porta avanti la scuola domenicale per bambini poveri, ma lui, ancora una volta, ha occhi solo per Jane, la quale a sua volta ha messo gli occhi sul ricco e potente Henry, visconte di Northwood, figlio del duca di Shiring. Ad un ricevimento religioso organizzato dal vescovo di Kingsbridge, Elsie incontra Kenelm Mackintosh, il nuovo decano al servizio del padre. Quest'ultimo mostra chiare intenzioni di sposarla, ma Elsie rifiuta inizialmente, perchè sa che non potrà mai amarlo.
A Kingsbridge, come nel resto dell’Inghilterra, il prezzo del pane sale alle stelle: la Gran Bretagna è infatti entrata in guerra contro la Prima Repubblica Francese. In città, le donne non riescono più a sfamare i loro figli. Quando un giorno scoprono che il grano di Kingsbridge è stato venduto ad un prezzo esorbitante in Francia, Sal, Joanie e le altre donne della città guidano una rivolta per riprendersi ciò che è loro. Nonostante Hornbeam e Will cerchino di organizzare la Milizia di Riserva, un gruppo di soldati incaricati di difendere i territori inglesi in caso di invasione straniera, i soldati si rifiutano di sparare e i rivoltosi hanno la meglio. Il grano viene recuperato e distribuito ai fornai di Kingsbridge, i quali vengono costretti a venderlo al prezzo precedente alla guerra. Joanie però viene presto fermata ed arrestata in quanto "organizzatrice della sommossa" e condotta nella prigione di Kingsbridge. Sal e Jarge scoprono di essere innamorati e di piacersi l'un l'altra, e dopo varie notti di passione si sposano. I due fanno visita a Joanie, accompagnati da Kit e Sue, figlia di Joanie, oltre che da Amos ed Elsie.
Tra le mura della cattedrale di Kingsbridge, Spade e Arabella si lasciano finalmente andare alla loro passione irresistibile, mentre Amos perde tutte le speranze con Jane quando scopre che il visconte di Northwood le ha chiesto di sposarlo e lei ha accettato. Elsie, a sua volta, capisce che Amos non la sposerà mai, pur avendo perso Jane, e decide così di accettare la proposta di matrimonio di Kenelm.
Intanto, in tutta l’Inghilterra si respira un clima sempre più repressivo e intransigente verso il popolino, dopo che la carrozza di Re Giorgio III viene presa a sassate a Londra al grido di “pane e pace”. In seguito all'attentato, il Parlamento emanate nuove leggi contro l’alto tradimento e le riunioni sediziose. La Socratic Society viene quindi chiusa definitivamente, mentre Joanie viene condannata alla deportazione per quattordici anni in Australia.

### Parte terza: Il Combination Act (1799)
Quattro anni dopo l'esilio di Joanie nella colonia del Nuovo Galles del Sud, in Australia, a Kingsbridge Hornbeam è in procinto di aprire un nuovo opificio con nuovi telai ed un nuovo macchinario che dovrebbe far funzionare tutti i telai contemporaneamente: una macchina a vapore. Questo però rappresenta una grossa minaccia per gli operai della città, che rischiano di essere licenziati e sostituiti dalle macchine. 
L'attività commerciale di Amos non naviga più in acque rosee, e lui avverte Sal, nel frattempo divenuta capo delegazione dei lavoratori nei suoi filatoi, del pericolo di essere licenziati. Kit nel frattempo è diventato un semi-ingegnere autodidatta, e ripara le macchine di Amos. Sal non si dà vinta, ed assieme a Jarge e Spade sono pronti a dare battaglia e a difendere i diritti dei lavoratori, promettendo ad Amos che troverà una soluzione. Amos è ancora solo ed ossessionato da Jane, visto che lei è molto infelice del suo matrimonio con il visconte di Northwood. In un bosco poco fuori Kingsbridge, Jane cerca di baciare Amos, il quale, corroso da conflitti interni, non le permette di tradire il marito. Elsie ha avuto un figlio da Kenelm, anche se non ha mai smesso di pensare ad Amos, con il quale mantiene una profonda amicizia, visto che i due collaborano nella gestione della scuola domenicale di Kingsbridge.  
Sal e gli altri lavoratori si organizzano formando una lega degli operai, e per protestare contro il licenziamento di alcuni colleghi e la costruzione delle macchina a vapore di Hornbeam decidono di scioperare. Sal tenta un colloquio con Hornbeam nel quale elenca le richieste degli operai, ma Hornbeam non è disposto a scendere a compromessi. Hornbeam, per raggirare lo sciopero, assume manodopera a basso costo proveniente dall’Irlanda, ma ciò provoca solamente disordini a Kingsbridge, ed inevitabilmente le due fazioni si scontrano. Intanto, il governo britannico di William Pitt sta per emanare una nuova legge, il Combination Act, che per contrastare il pericolo di una rivoluzione simile a quella francese rende illegali le organizzazioni dei lavoratori. Sal, Jarge, Spade ed Amos fanno di tutto per portare una petizione al Parlamento contro l’approvazione della legge, ma nonostante i loro sforzi questa viene emanata. Sfruttando la nuova legge a proprio vantaggio, Hornbeam condanna Sal e Colin, un irlandese che ha collaborato con gli scioperanti, a due mesi di lavori forzati, e fa chiudere la lega dei lavoratori. Gli scioperi cessano, ma il sindaco di Kingsbridge riesce a far ottenere un compromesso: tutte le macchine nuove che saranno introdotte avverranno tramite una consultazione pubblica tra il sindaco e i lavoratori di Kingsbridge. 
Arabella e Spade proseguono la loro relazione clandestina per svariati mesi, fino a quando Arabella rivela a Spade di essere incinta di suo figlio. Spade è entusiasta e vorrebbe tenerlo, ma ha paura della reazione del vescovo. Arabella lo tranquillizza. Con una scusa al marito, Arabella finge di avere un rapporto sessuale con il vescovo. Quest'ultimo, in preda all'imbarazzo, inizialmente le crede, anche se comincia a nutrire dei dubbi. Al momento del parto, il vescovo conferma le sue teorie e capisce che il neonato non è suo figlio ma figlio di Spade. Al momento del battesimo, nella cattedrale di Kingsbridge, nomina il nascituro Absalom, maledicendolo. 

### Parte quarta: La Press Gang (1804-1805)
Cinque anni dopo la nascita di Absalom, che la madre Arabella chiama Abe per evitare di pronunciare quel nome maledetto, muore il vescovo di Kingsbridge. Elsie ha ormai tre figli (Steve, Billy e Richie) col marito Kenelm. Al momento dell'elezione del nuovo vescovo Kenelm vorrebbe essere promosso come suo successore, ma le sue aspirazioni religiose vengono distrutte quando viene mantenuta solo la sua posizione di decano. Jane e suo marito, il visconte di Northwood, passano sempre meno tempo insieme, per via del tempo che lui passa con la Milizia di Riserva. Una sera Jane si reca a casa di Amos, dove i due trascorrono una notte di passione. Amos finalmente si convince che Jane si sia innamorata di lui, ma quando Jane tenta nuovamente lo stesso approccio solo per procurarsi piacere, Amos si rende conto una volta per tutte del suo vero carattere subdolo e manipolatore e le sbatte la porta in faccia. Amos crede di essersi dimenticato di Jane una volta per tutte, fino a quando lei non gli rivela di essere incinta. Il giorno del battesimo del neonato, Hal, Amos approfitta di un momento di solitudine per chiedere a Jane se lui possa essere il padre, ma lei lo rimprovera aspramente, intimandogli di non chiedergli mai più una domanda del genere, lasciando però intuire che il bambino sia di Amos. 
Un anno dopo la morte del vescovo di Kingsbridge e passato il periodo di lutto, Spade ed Arabella convolano a nozze e si trasferiscono all'interno della villa di Will, che ha dovuto vendere per debiti da gioco. Kit è diventato un uomo a tutti gli effetti e gestisce, per conto di Amos, i suoi filatoi. Quest'ultimo viene contattato da Roger per esportare in Inghilterra una nuova macchina filatrice, il telaio Jacquard. Roger ed Amos visionano il telaio Jacquard per la prima volta a Combe, una città costiera dell'Inghilterra, dove assistono anche agli atti di una press gang, una banda di criminali che arruola forzatamente gli uomini per difendere le coste inglesi da possibili attacchi dei francesi. Tornato a Kingsbridge, Kit riceve l'offerta di Roger, per il quale ha iniziato a sviluppare dei sentimenti di amore, di creare un nuovo business insieme e spartirsi i profitti a metà, nel quale dovranno costruire macchine filatrici. Kit ci riflette ma alla fine accetta la proposta di Roger. Kit viene però estratto a sorte e si deve arruolare nella Milizia di Riserva come ingegnere di campo per cinque anni. Roger promette a Kit che lo aspetterà.
Tommy Pidgeon, un ragazzo poverissimo figlio di Jenn e Jim, un uomo arruolato con la forza da una press gang, viene visto da Hornbeam rubare un pezzo di pane e viene arrestato. A nulla valgono le suppliche di tutto il popolo di Kingsbridge: Tommy viene condannato a morte per impiccagione. Incapace di superare il lutto del suo unico figlio, la sera stessa la madre Jenn si getta in un fiume e si toglie la vita.

### Parte quinta: Il conflitto mondiale (1812-1815)
Sei anni dopo la fine del servizio militare obbligatorio di Kit, finalmente lui e Roger entrano insieme in affari, costruendo telai Jacquard. I due vivono insieme nel laboratorio ed intrattengono anche una relazione omosessuale, segreta a tutti quanti i cittadini di Kingsbridge. Roger tuttavia viene raggiunto da alcuni strozzini a cui ha chiesto dei prestiti, nonostante i rimproveri continui di Kit. Vista l'impossibilità di ripagare l'ingente somma di denaro, Roger e Kit sono costretti a scappare da Kingsbridge e si arruolano nel 107º Reggimento di Fanteria di Kingsbridge per combattere nella Guerra di indipendenza spagnola contro le truppe di Giuseppe Bonaparte, fratello di Napoleone. I due si distingono valorosamente nella battaglia di Vitoria.
Alla morte del duca di Shiring partono a Kingsbridge le preparazioni per le elezioni del nuovo membro del parlamento inglese che dovrà rappresentare Kingsbridge. Il ruolo teoricamente spetterebbe al nuovo visconte di Northwood, ora il figlio di Jane, Hal, ma in quanto minorenne e quindi non adatto al ruolo si dovranno effettuare delle elezioni in città tra gli aventi al diritto di voto, ovvero quelli che possiedono dei terreni. Gli unici candidati tuttavia sono solamente due: Hornbeam ed Amos. Il giorno delle elezioni, dopo un acceso dibattito politico, i cittadini aventi diritto di voto scelgono Hornbeam come nuovo membro del parlamento inglese rappresentante di Kingsbridge. In seguito alle votazioni, Hornbeam viene raggiunto dal mercante di vino Alan Drummond, che domanda dove si trovino i loro nipoti, Joe Hornbeam e Sandy Drummond, in quanto entrambi hanno riferito ai propri genitori che si trovavano uno a casa dell'altro. Preoccupati, dopo aver girato il paese alla loro ricerca, si imbattono nell'edificio di arruolamento della Milizia di Riserva, dove scoprono che Joe e Sandy si sono arruolati nel 107º Reggimento di Fanteria.
Kenelm è disperato e costantemente frustrato che non gli venga riconosciuto nè affidato il ruolo di vescovo o di cappellano, dopo anni passati a fare il decano. Una sera, mentre cena assieme ad Augustus Tattersall, assistente dell'arcivescovo, Kenelm chiede spiegazioni al riguardo. Augustus riferisce che nonostante le sue notevoli qualifiche teologiche apprese ad Oxford non gli verrà affidato alcun vescovato o cappellanato in quanto l'arcivescovo prediligerà cappellani militari che hanno servito in Spagna, per premiarli per il loro coraggio. Kenelm, spinto dalla voglia di successo e gloria di un vescovato, fa le valigie e la settimana seguente parte per la Spagna, al seguito del 107º Reggimento di Fanteria.
A Kingsbridge, dal nord del paese giungono i primi movimenti luddisti, dei moviumenti di protesta i quali distruggono le macchine dei filatoi, che secondo i dettami del leader del movimento, un tale Ned Ludd, distruggerebbero il lavoro di milioni di persone. Tra i seguaci di questi movimenti a Kingsbridge si trova anche Jarge. La sera dove dovrebbe provare a "suonare le campane" assieme ai suoi colleghi, si allontana momentaneamente e prende parte ad un movimento luddista che culmina nella distruzione di un filatoio di Hornbeam. Accecato dall'ira, Hornbeam vorrebbe arrestare Jarge, ma per il momento è costretto a fermarsi in quanto lui ha un solido alibi. Dopo aver corrotto svariati testimoni e giudici, Hornbeam riesce a portare a processo Jarge, il quale viene trovato colpevole dell'attentato. Hornbeam ne vorrebbe l'impiccagione, ma il giudice, più clemente, gli ordina di arruolarsi nel 107º Reggimento di Fanteria e di scontare la pena per la durata rimanente del conflitto.
I protagonisti si rendono partecipi di vittorie celebri in Spagna ed in Francia, riuscendo a sconfiggere Napoleone e a mandarlo in esilio sull'isola d'Elba. Il 107º Reggimento di Fanteria si trasferisce a Bruxelles, dove monitora la situazione ed evita che Napoleone possa ritornare con un esercito. Quasi tutti i protagonisti si trasferiscono a Bruxelles per un motivo od un altro: Elsie e i suoi cinque figli raggiungono Kenelm, feritosi durante la battaglia di Tolosa; Sal accompagna il marito Jarge; Amos viaggia in Belgio ufficialmente per siglare un contratto di lavoro ma segretamente per convincere Jane e Hal a tornare a Kingsbridge; mentre Spade, Arabella ed Abe si trovano a Parigi per trovare dei nuovi acquirenti. Proprio a Parigi Spade apprende della fuga di Napoleone dall'isola d'Elba e del fatto che sta rapidamente raggiungendo Parigi alla guida di un ingente esercito. I tre fuggono a Bruxelles.
A Bruxelles le truppe inglesi sono in fermento. Il loro comandante, Arthur Wellesley, I duca di Wellington, discute delle strategie militari assieme ai suoi generali. Tra di loro si trova anche Kit, ora divenuto aiutante di campo di Henry, duca di Shiring. Al ballo della duchessa di Richmond, Amos accompagna Elsie e i due ballano appassionatamente. Durante il ballo giunge la notizia che Napoleone ha formato un esercito ed è in marcia verso Bruxelles. Il duca di Wellington, presente al ballo, raduna tutti gli ufficiali e il personale militare e si prepara al conflitto.

### Parte sesta: La battaglia di Waterloo (16/18 giugno 1815)
16 Giugno, 1815: Ad un crocevia importante fuori Bruxelles sono accampate le truppe inglesi e i suoi alleati. Il duca di Wellington vuole disperatamente sapere dove si trova il feldmaresciallo Gebhard von Blücher, comandante delle truppe prussiane, in quanto vorrebbe evitare che Napoleone separi i due eserciti per poi sconfiggerli separatamente. Giunta informazione che si trova in un villaggio nei pressi di Ligny, il duca di Wellington, accompagnato dai suoi generali, tra cui si trova Kit, si recano lì. In cima al mulino che sovrasta il villaggio, il duca di Wellington e Blücher discutono delle tattiche per i giorni seguenti, quando all'orizzonte osservano delle truppe francesi avanzare. Il contingente inglese parte immediatamente e le raggiunge ma è troppo tardi: la battaglia di Quatre-Bras è già iniziata. Fortunatamente le truppe francesi del maresciallo Michel Ney riescono solo parzialmente a far indietreggiare il contingente inglese e i suoi alleati, e dopo ore di battaglie il maresciallo Ney è costretto a ricongiungersi con Napoleone. Il duca di Wellington riceve informazioni che anche le truppe prussiane a Ligny hanno subito ingenti perdite. All'alba, il duca di Wellington scopre che Blücher si è rintanato con le sue truppe nel villaggio di Wavre, troppo lontano dalle posizioni degli inglesi per raggiungerlo. Per il momento, dunque, Napoleone ha avuto successo nel separare i prussiani dagli inglesi. Il duca di Wellington ordina ai suoi generali di ritirarsi nei pressi di Mont St. Jean, una collina che sovrasta il villaggio di Waterloo, e di fortificare le due fattorie lì presenti, quella della Haye Sainte e quella di Hougoumont.
Sal, Jarge e Joe hanno preso parte alla battaglia di Quatre-Bras e sono riusciti a cavarsela, ma ora devono vedersela con la fame. Sal riesce a trovare del formaggio e del vino dai corpi morti di alcuni soldati francesi, ma non è molto. Mentre è alla ricerca di cibo, Sal vede dei soldati inglesi svuotare dei carri di rifornimento per portare i feriti a Bruxelles il più rapidamente possibile. Senza farsi vedere, Sal si carica un sacco di patate sulla schiena.
A Bruxelles, Amos si reca a casa di Elsie, dove si trovano anche i suoi figli, Spade, Arabella ed Abe. Amos tenta in tutti i modi di convincere gli altri a tornare a Kingsbridge per restare al sicuro ma Elsie rifiuta nuovamente. Sostiene che è suo dovere restare in quanto moglie di Kenelm. Anche Arabella e Spade si rifiutano di partire in quanto non vogliono abbandonare i loro nipoti. Amos quindi è costretto a rimanere.
17 Giugno, 1815: Alle prime luci della mattina, Kit viene svegliato dal conte di Shiring per il consiglio di guerra del duca di Wellington. Dopo aver confermato il rinforzo delle fattorie ed aver disposto le truppe a difesa della valle, il duca di Wellington incarica il conte di Shiring e Kit di informare le truppe prussiane di istanza a Wavre di dirigersi verso Waterloo e dare supporto alla parte sinistra dello schieramento. Il duca di Shiring e Kit raggiungono Wavre alle cinque del mattino e i due si recano al comando centrale delle truppe prussiane, dove riferiscono gli ordini del duca di Wellington. Mentre le truppe prussiane si preparano a lasciare la città, il duca di Shiring fa ritorno a Waterloo ad informare il duca di Wellington del loro arrivo, lasciando Kit in città per estimare l'orario del loro arrivo una volta evacuato il villaggio. Svariate ore dopo le truppe prussiane stanno ancora lasciando la città attraverso i piccoli e stretti ponti sul fiume. Un incidente fa esplodere un carro pieno di munizioni che distrugge uno dei ponti, nello stesso momento in cui le truppe francesi attaccano i prussiani. A tarda sera i prussiani riescono a cacciare i francesi e a rimettersi in marcia, ma hanno perso molto tempo. Finalmente Kit riparte verso Waterloo, dove informerà il duca di Wellington che le truppe prussiane arriveranno in suo supporto nel pomeriggio del giorno seguente.
Alle prime luci dell'alba Sal lascia la tenda dove dorme Jarge, e, con indosso la sacca di patate si dirige verso il villaggio più vicino. Raggiunto un agglomerato di case, Sal bussa alla panetteria, l'unico edificio aperto, e un pò in un francese improvvisato ed un pò a gesti riesce a farsi cucinare la patate all'interno del forno. Completamente esausta, si addormenta di fianco al forno. Sal dorme fino a tarda sera. Quando si risveglia si rende conto che il fornaio la sta violentando. Furiosa, risparmia il fornaio con un coltello alla gola, prende le patate e fa ritorno all'accampamento di Jarge, dove tutti insieme mangiano.
18 Giugno, 1815: Alle dieci e trenta del mattino la battaglia di Waterloo ha inizio. I francesi attaccano le fattorie di Hougoumont e della Haye Sainte, ma le truppe anglo-tedesche che le difendono combattono tenacemente. Poco dopo mezzogiorno Kit arriva finalmente al cospetto del duca di Wellington, e lo informa che Blücher arriverà a Waterloo solo a pomeriggio inoltrato, a causa dei problemi riscontrati a Wavre. Kit si dilegua a cercare il duca di Shiring. Sulla via, assiste al 107º Reggimento di Fanteria combattere: Joe dà ordini ai soldati, Kenelm sostiene religiosamente, Jarge e Sal combattono. In cima ad un poggio Kit trova il duca di Shiring e i due assistono allo scontro: le truppe francesi attaccano in massa, aiutate dall'artiglieria francese e spingono gli inglesi molti metri indietro. Le truppe inglesi sono visibilmente in difficoltà, ma in quel momento la cavalleria scozzese giunge il loro soccorso e respinge le truppe francesi. L'attacco della cavalleria è tuttavia imprudente. I lancieri della cavalleria francese, che avevano prontamente anticipato l'attacco degli inglesi, annichiliscono quasi del tutto la cavalleria scozzese, a bordo di cavalli più veloci e armati di lance micidiali. Intorno alle cinque del pomeriggio, il duca di Shiring e Kit notano dei movimenti all'interno della foresta e vanno ad ispezionare, rendendosi conto che finalmente i prussiani sono arrivati. La battaglia però è a favore di Napoleone. Quando i due tornano dal duca di Wellington per fare rapporto, quest'ultimo ordina di far indietreggiare di cento metri le truppe inglesi. Mentre il duca di Shiring chiede spiegazioni, un colpo di shrapnel cade lì poco distante. Kit è sbalzato da cavallo, mentre il duca di Shiring è ferito pericolosamente alla testa, e viene portato via. Kit si ritrova al centro del campo di battaglia, con alle spalle i soldati inglesi raggruppati all'interno di quadrati e la cavalleria pesante francese che si avvicina. Kit si rifugia all'interno di uno dei quadrati, dove dà ordini ai soldati. Ondata dopo ondata, i fuclieri inglesi riescono a fermare l'avanzata della cavalleria francese, che viene decimata. Mentre gira voce che i francesi hanno conquistato la fattoria della Haye Sainte, Kit, che si è ricongiunto con il duca di Wellington, finalmente vede le truppe prussiane di Blücher avanzare nella parte sinistra dello schieramento. Di fronte al 107º Reggimento di Fanteria viene dispiegata la Vecchia Guardia, le truppe d'élite di Napoleone. Si tratta dell'ultimo attacco francese, la carta finale che gioca Napoleone. I soldati, comandati da Joe, si nascondono nell'erba alta. Al suo comando i soldati lanciano un contrattacco a bruciapelo contro i soldati della Vecchia Guardia. Presto le due forze in campo sono vicine e si passa allo scontro frontale. Kit osserva la scena da cavallo fino a quando quest'ultimo viene ferito. Kenelm viene ferito mortalmente al petto, mentre Kit raggiunge Jarge, e spalla contro spalla combattono i soldati della Vecchia Guardia. Uno di loro ferisce il cavallo di Joe, che cade su di lui, intrappolandolo. Joe tenta di difendersi, ma viene salvato all'ultimo da Jarge che ferisce il soldato francese. Jarge, purtroppo, viene anche lui ferito mortalmente. La Vecchia Guardia prima indietreggia, e poi, capita che la battaglia è perduta, scappa. Kit corre da Roger, e capito che è sopravvissuto, lo bacia.
Sal, che nel caos della battaglia ha perso di vista suo marito, ora lo cerca, ma purtroppo lo trova già morto. Sal prende il corpo di Jarge, e all'interno di una fattoria scava una tomba e lo seppellisce.

### Parte settima: La pace (1815-1824)
I protagonisti tornano tutti a Kingsbridge. Il duca di Shiring sopravvive, ma con danni permanenti alla sua memoria. Amos diventa il tutore personale di Hal e si rende conto di amare Elsie, dopo averci riflettuto per molto tempo. Elsie seppellisce Kenelm nel cimitero della cattedrale di Kingsbridge e prosegue la sua vita come insegnante della scuola domenicale. Una sera, dopo la sessione della scuola domenicale, Amos chiede ad Elsie di sposarlo. Lei accetta felicemente. Negli anni successivi Amos diventa sindaco di Kinsgbridge, e, alla morte del membro del parlamento di Kingsbridge, gli viene offerto di candidarsi nuovamente. Amos però rifiuta: si è reso conto di aver perso quasi tutta la sua vita a non stare con Elsie, ed ora che i due sono sposati non vuole andarsene a Londra da solo. Amos consiglia però a Spade di candidarsi. Spade si candida e riesce a vincere, diventando membro del parlamento per Kingsbridge. Insieme ad altri parlamentari riesce a far abrogare il Combination Act.
Hornbeam, nel frattempo divenuto sindaco di Kingsbridge, è entusiasta che suo nipote sia sopravvissuto a Waterloo e prosegue con il suo intento di lasciargli i suoi affari. Hornbeam però si infuria quando scopre che Joe sta frequentando una ragazza del popolo e gli intima di lasciarla, alchè Joe gli racconta la verità, ovvero che è stato Jarge a salvarlo. Hornbeam è scioccato, non riesce a credere che il suo peggior nemico sia arrivato a salvare la persona a cui lui tiene di più al mondo, ed è preso dai sensi di colpa. Una sera Hornbeam si reca in cattedrale per confessarsi ma non trova nessuno, solamente una porta aperta che porta in cima alla cattedrale. Hornbeam vorrebbe fare del bene e ripagare per tutti i danni che ha fatto, ma si vergogna di come la sua reputazione si potrebbe pericolosamente rovinare. Incapace di continuare a vivere con i sensi di colpa, Hornbeam si toglie la vita lanciandosi dal tetto della cattedrale.
Sal è tornata sana e salva a Kingsbridge, ma ora è più sola che mai. Un giorno riceve la visita inaspettata di Joe, il quale, su incarico del nonno, la ringrazia personalmente del sacrificio di suo marito nel salvarlo. Le riferisce inoltre che Hornbeam vorrebbe farle un regalo per onorare la sua memoria. Dopo averci riflettuto, Sal chiede a Joe di aprirle un negozio vicino ai filatoi, dove venderà beni di prima necessità.
Kit e Roger tornano a Badford per lavorare insieme e far ripartire la loro azienda di costruzione di macchine da filatoi. I due si stanziano all'interno del maniero di Badford, di proprietà di Will, ora completamente solo e senza un soldo. Alla morte di Will, il maniero passa a Roger, il quale ne fa il nido d'amore di lui e Kit.

## Personaggi principali
- Sarah ‘Sal’ Clitheroe
- Christopher ‘Kit’ Clitheroe
- Amos Barrowfield
- Elsie Latimer
- David ‘Spade’ Shoveller
- Arabella Latimer
- Joseph Hornbeam
- Will Riddick
- Roger Riddick
- Jarge Box
- Jane Midwinter
- Charles Midwinter
- Visconte Henry Northwood
- Vescovo Stephen Latimer
- Kenelm Mackintosh
- Joanie Box
- Jeremiah Hiscock

## Edizioni italiane
- Ken Follett, Le armi della luce, traduzione di Annamaria Raffo, Milano, Arnoldo Mondadori Editore, settembre 2023.